# 奧倫巴赫河 (穆德河支流)
49°40′3.45″N 9°12′30.95″E / 49.6676250°N 9.2085972°E

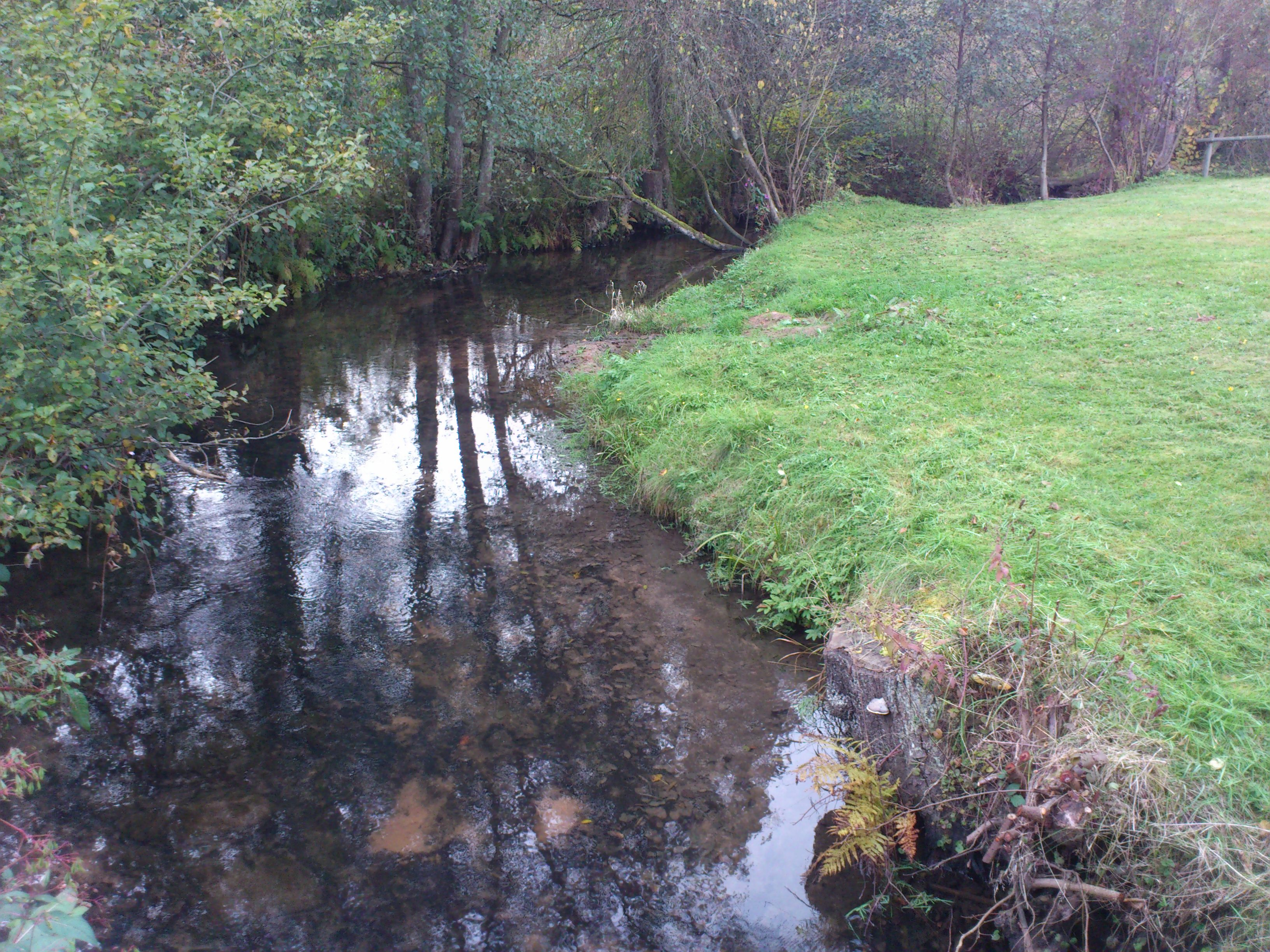

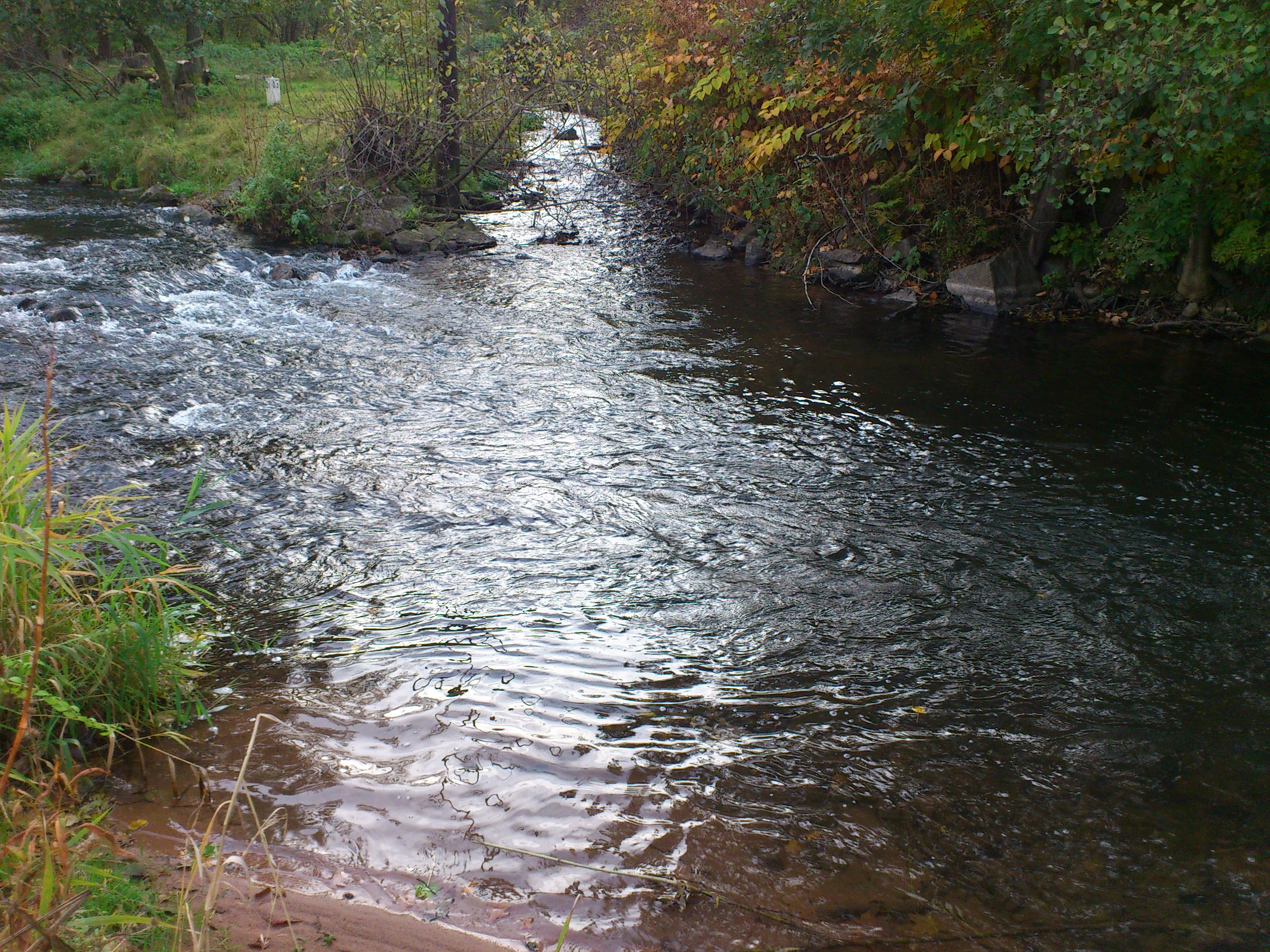

奧倫巴赫河是德國的河流，位於該國東南部，由巴伐利亞負責管轄，屬於穆德河的左支流，河道全長13.4公里，流域面積51.1平方公里。